# 北柱獸科
北柱獸目（學名Arctostylopida）是已滅絕的胎盤哺乳類。牠們與其他分類的關係不明，相信是與有蹄類。牠們原先被認為是與南美洲北部的南方有蹄目有關，現時則認為很有可能是亞洲齧齒動物的後裔。牠們的跗骨形態有點像假古蝟的，但更為像菱臼獸。